# トヨタオフィス
有限会社トヨタオフィス（英文社名；TOYOTA OFFICE INC.）は、東京都港区に本社を置く日本の芸能プロダクション、モデルエージェンシー。バーニングプロダクションの系列企業であり、林家木久扇一門が所属するトヨタアートと同様にTOYOTA（トヨタ自動車、トヨタグループ）とは無関係。

## 概要
1984年12月にモデルエージェンシーとして設立。その後、俳優・タレントのマネジメントに進出し、内田有紀、高島礼子、りょうらを輩出する。2011年1月、タレント部門の一部を分社化して新たに株式会社センスアップを設立し、所属タレント数名をセンスアップに転籍させた。

## 所属タレント

### タレント
- 矢田亜希子
- 夏菜
- 黄川田雅哉
- 小島梨里杏
- 江田友莉亜（元江田結香）
- 倉島颯良
- 泉マリン
- 大村のえみ
- 平野桜子
- 橋本光莉
- 松本麗
- 細江玲奈
- 細江香恋
- 落合桜彩
- 高橋姫葵
- 宮内巽
- 小野寺恵人
- 渡辺優哉
- 岩崎武瑠

※出典

### モデル
- 北澤恵理
- 高橋ゆかり
- 勝間みさき
- 長谷川千咲

※出典

## かつて所属していたタレント
| - 青木伸輔 - 石代武嗣 - 茨木菜緒 - 一双麻希 - 泉川朱里 - 上田堪大 - 上原奈都美 - 浮島歩花 - 臼井千晶 - 打田夏果 - 内田有紀 - 江辺真沙子 - 大隣望鈴 - 岡田佑太 - 落合澄香 | - 笠本玲名 - 上馬場瞳 - 神崎詩織 - 菊池智香子 - 北香那 - 久保宗大 - 小林恵里 - 今野鮎莉 - 坂上愛理 - 坂爪陽香 - 佐々木喜英 - 佐藤天 - 佐野樹莉亜 - 島村まみ - 清水尚弥 - 清水尋也 - 聖乃あすか | - 高島礼子 - 高橋玲子 - 辰巳奈都子 - 田中明 - 土屋慎之介 - 中島愛里 - 中村有沙 - 七海エリー - 長谷川理恵 - 早野薫(元AKB48) - 速水裕子 - 広瀬友祐 - 古川雄大 - 本多雅代 - 本馬学 | - 前島莉央 - 町本絵里 - 松下美和 - 水野友加里 - 溝端葵 - 村瀬バネッサ - 森田朱莉菜 - 森山ゆうこ - 山崎彩加 - 山本祐美 - りょう |

## 関連会社
- センスアップ
- メロウリップス[3]
- アート・キャスト
- フィルアップ・コーポレーション[4]